# Rui Ramos
Rui Manuel Monteiro Lopes Ramos GOIH (Torres Vedras, 22 de maio de 1962) é um historiador português.

## Biografia
Rui Ramos licenciou-se em História, pela Faculdade de Ciências Sociais e Humanas da Universidade Nova de Lisboa 1985; após uma breve passagem como assistente estagiário, no ano letivo de 1985–1986, pela Faculdade de Letras da Universidade de Lisboa, seguiu a carreira de investigação no Instituto de Ciências Sociais da mesma universidade, sendo atualmente investigador principal. Doutorou-se em Ciência Política, pela Universidade de Oxford, em 1997.
Além de investigador também foi professor convidado da Faculdade de Direito da Universidade Nova de Lisboa, de 1998 a 2001 e, desde 2001, do Instituto de Estudos Políticos da Universidade Católica Portuguesa.
No Instituto de Ciências Sociais foi vogal da Comissão de Pós-Graduação, em 1998–2000, e membro da Comissão Permanente do Conselho Científico, entre 2001 e 2004, além de membro do Conselho de redação da revista "Análise Social" entre 2003 e 2004.
Enquanto historiador, especializou-se na História de Portugal do século XIX e do século XX, estudando sobretudo os aspectos políticos e culturais. Tem-se dedicado em particular à investigação da época do final da Monarquia Constitucional e da Primeira República Portuguesa. Interessa-se também pela História das Ideias Políticas na Europa dos mesmos séculos XIX e XX, tema sobre o qual tem orientado vários seminários no Instituto de Ciências Sociais, no âmbito do programa de Mestrado e Doutoramento em Política Comparada.
É autor de dezenas de artigos publicados em revistas científicas portuguesas e estrangeiras, e de vários livros, entre os quais "A Segunda Fundação", 1994, volume VI da História de Portugal dirigida por José Mattoso, "João Franco e o Fracasso do Reformismo Liberal", 2001, e a Biografia de D. Carlos I de Portugal, na série dos Reis de Portugal, de 2006. Foi, ainda, um dos Coordenadores da obra em três volumes Dicionário Biográfico Parlamentar, e autor de A Monarquia Constitucional, de 2004-2005. Colabora actualmente no projecto internacional El Léxico Político y Social de la Modernidad Iberoamericana (Proyecto Iberconceptos), que reúne investigadores de dezenas de universidades espanholas, portuguesas e latino-americanas com vista à elaboração de um Dicionário de História dos Conceitos Políticos e Sociais no Mundo Ibero-Americano entre 1750 e 1870.
Foi um dos Fundadores e Membro do Conselho de Redacção da revista "Penélope. Revista de História e Ciências Sociais", entre 1988 e 2006 e um dos organizadores dos dois Congressos de "História Social das Elites", em 1991 e em 2003.
Em Outubro de 2002, a Academia Europaea outorgou-lhe a distinção de Burgen Scholar "in recognition of excellent academic achievement".
Além da sua actividade universitária e de investigação histórica, mantém uma coluna semanal de comentário da actualidade no jornal diário Público desde 2006, e colaborou na revista mensal de ideias e debate "Atlântico" entre 2005 e 2008. Foi, ainda, autor da série televisiva de 12 episódios, passada na RTP1 em 2007, "O Portugal de…".
Em 2009 recebeu o Prémio D. Dinis, conjuntamente com Bernardo de Vasconcelos e Sousa e Nuno Gonçalo Monteiro pela obra História de Portugal.
A 7 de Junho de 2013 foi feito Grande-Oficial da Ordem do Infante D. Henrique.
Em 2014, é um dos fundadores e Vogal do Conselho de Administração do jornal Observador, com Duarte Schmidt Lino e José Manuel Fernandes (que é publisher), o qual é presidido por António Carrapatoso. Escreve nesse mesmo jornal digital artigos de opinião e, em colaboração com João Miguel Tavares, apresenta o programa de rádio e podcast E o Resto é História desde 2019.
Em 2022, em colaboração com Jaime Nogueira Pinto, lançou a revista Crítica XXI, para "quebrar a hegemonia da esquerda" na cultura e "dar a conhecer a tradição intelectual das direitas e os seus desenvolvimentos atuais".

## Obras
- A Segunda Fundação (1890-1926), volume VI da História de Portugal, dirigida por José Mattoso (1994; 2.ª edição em 2001)
- João Franco e o Fracasso do Reformismo Liberal, 1884-1908 (2001)
- Outra opinião: ensaios de história (2004)
- Dicionário Biográfico Parlamentar. A Monarquia Constitucional, 1834-1910 (2004–2005), coord.
- D. Carlos (2006), série dos Reis de Portugal
- Revoluções, política externa e política de defesa em Portugal: séc. XIX-XX (2008), coord. em parceria com João Marques de Almeida
- História de Portugal (2009), coord. com coautoria de Bernardo Vasconcelos e Sousa e Nuno Gonçalo Monteiro
- O Cidadão Keil (2010)
- Marcelo Caetano: tempos de transição (2012), org. em parceria com Manuel Braga da Cruz
- A Monarquia Constitucional dos Braganças em Portugal e no Brasil (2018), em coautoria com José Murilo de Carvalho e Isabel Corrêa da Silva
- A Conspiração Oligárquica (2019)
- Linhas Direitas - Cultura e Política à Direita (2019), coord. em parceria com Miguel Morgado
- Dicionário Crítico da Revolução Liberal (1820-1834) (2025), coord. em parceria com Isabel Corrêa da Silva, Nuno Gonçalo Monteiro e José Luís Cardoso
- Etc.